# Bogorajski
Bogorajski − polski herb szlachecki z nobilitacji, odmiana herbu Ostoja.

## Opis herbu
Opis z wykorzystaniem zasad blazonowania, zaproponowanych przez Alfreda Znamierowskiego:
W polu czerwonym krzyż ćwiekowy srebrny między dwoma księżycami złotymi barkami do siebie, w pas. 
W klejnocie pięć piór strusich.
Labry czerwone podbite złotem.

## Najwcześniejsze wzmianki
Nadany nobilitacją sekretną Janowi Antoniemu i Ignacemu Bogorajskim w 1775 roku.

## Herbowni
Herb ten był herbem własnym, toteż do jego używania uprawniony jest tylko jeden ród herbownych:
Bogorajski.